# Klintamossen
Klintamossen este o arie protejată (arie specială de conservare — SAC, sit de importanță comunitară — SCI) din Suedia întinsă pe o suprafață de 74,5 ha, integral pe uscat.

## Localizare
Centrul sitului Klintamossen este situat la coordonatele 57°03′03″N 12°50′10″E / 57.0509°N 12.8361°E.

## Înființare
Situl Klintamossen a fost declarat sit de importanță comunitară în aprilie 2004 pentru a proteja un număr necunoscut de specii din flora spontană și fauna sălbatică aflate în arealul zonei. Situl a fost protejat și ca arie specială de conservare în martie 2011.

## Biodiversitate
Situată în ecoregiunea boreală, aria protejată conține 4 habitate naturale: Mlaștini împădurite, Păduri de fag Luzulo-Fagetum, Lacuri și iazuri distrofice naturale, Mlaștini turboase de tranziție și turbării mișcătoare.
La baza desemnării sitului se află un număr nedeclarat de specii protejate.